# Soldate Jeannette
Soldate Jeannette ist ein Kinospielfilm von Daniel Hoesl aus dem Jahr 2013 und startete am 4. Oktober österreichweit im Kino.

## Umsetzung
Der Film fand seinen Ausgangspunkt in der Variation autobiographischer Geschichten der Hauptdarstellerinnen, wie sie bei Besetzungsgesprächen zu Tage traten.

## Auszeichnungen (Auswahl)
- Tiger Award am International Film Festival Rotterdam 2013[2]
- In Competition beim Sundance Film Festival 2013[3]
- Preis für bestes Schauspiel und Sounddesign bei der Diagonale (Filmfestival) 2013